# Grand Prix Cycliste de Québec 2014
5. edycja wyścigu kolarskiego Grand Prix Cycliste de Québec odbyła się w dniu 12 września 2014 roku i liczyła 201,6 km. Start i meta wyścigu znajdowała się w Québec. Wyścig ten figurował w rankingu światowym UCI World Tour 2014.

## Uczestnicy
Na starcie tego klasycznego wyścigu stanęło 19 ekip, osiemnaście drużyn jeżdżących w UCI World Tour 2014 i jeden zespół zaproszony przez organizatorów z tzw. "dziką kartą".

Lista drużyn uczestniczących w wyścigu:
| Numery | Kod | Drużyna                 |
| ------ | --- | ----------------------- |
| 1-8    | LAM | Lampre-Merida           |
| 11-18  | MOV | Movistar Team           |
| 21-28  | ALM | Ag2r-La Mondiale        |
| 31-38  | TTS | Tinkoff-Saxo            |
| 41-48  | OPQ | Omega Pharma-Quick Step |
| 51-58  | BEL | Belkin                  |
| 61-68  | KAT | Team Katusha            |
| 71-78  | BMC | BMC Racing Team         |
| 81-88  | AST | Astana Pro Team         |
| 91-98  | TRE | Trek Factory Racing     |

| Numery  | Kod | Drużyna              |
| ------- | --- | -------------------- |
| 101-108 | SKY | Team Sky             |
| 111-118 | GIA | Giant-Shimano        |
| 121-128 | OGE | Orica GreenEDGE      |
| 131-138 | FDJ | FDJ.fr               |
| 141-148 | GRS | Garmin-Sharp         |
| 151-158 | LTB | Lotto-Belisol        |
| 161-168 | CAN | Cannondale           |
| 171-178 | EUC | Team Europcar        |
| 181-188 | -   | Reprezentacja Kanady |

## Wyniki wyścigu
| Miejsce | Zawodnik             | Państwo           | Drużyna                 | Czas       |
| ------- | -------------------- | ----------------- | ----------------------- | ---------- |
| 1.      | Simon Gerrans        | Australia         | Orica GreenEDGE         | 4h 42' 54" |
| 2.      | Tom Dumoulin         | Holandia          | Giant-Shimano           | + 0"       |
| 3.      | Ramūnas Navardauskas | Litwa             | Garmin-Sharp            | + 0"       |
| 4.      | Daryl Impey          | Południowa Afryka | Orica GreenEDGE         | + 0"       |
| 5.      | Greg Van Avermaet    | Belgia            | BMC Racing Team         | + 0"       |
| 6.      | Gianni Meersman      | Belgia            | Omega Pharma-Quick Step | + 0"       |
| 7.      | Sep Vanmarcke        | Belgia            | Belkin                  | + 0"       |
| 8.      | Enrico Gasparotto    | Włochy            | Astana Pro Team         | + 0"       |
| 9.      | Tony Gallopin        | Francja           | Lotto-Belisol           | + 0"       |
| 10.     | Bauke Mollema        | Holandia          | Belkin                  | + 0"       |